# Glossotrophia romanaria
Glossotrophia romanaria là một loài bướm đêm trong họ Geometridae.